# Écureuil gris
Pour d'autres Écureuils gris, voir Écureuil gris (homonymie).
Sciurus carolinensis
Ne doit pas être confondu avec Spermophilus armatus.
Espèce
Statut de conservation UICN

 LC  : Préoccupation mineure
Répartition géographique
L'Écureuil gris (Sciurus carolinensis) est une espèce de mammifères rongeurs arboricoles, commune dans l'Est de l'Amérique du Nord. Généralement gris, il peut aussi avoir un pelage brun, noir ou, plus rarement, blanc ou cannelle.
Au début du XXe siècle, il a été introduit en Afrique du Sud et en Grande-Bretagne, et est depuis devenu envahissant dans cette île, où sa présence a pour conséquence la réduction drastique des populations de l'Écureuil roux en Angleterre et au Pays de Galles. L'introduction d'individus dans d'autres régions d'Europe, en Italie notamment, pose depuis les années 1990 de sérieux problèmes environnementaux.

## Liste des sous-espèces
Selon Mammal Species of the World (version 3, 2005)  (11 mars 2013) les sous-espèces d'écureuil gris sont les suivantes :
- Sciurus carolinensis carolinensis
- Sciurus carolinensis extimus
- Sciurus carolinensis fuliginosus
- Sciurus carolinensis hypophaeus
- Sciurus carolinensis pennsylvanicus

Selon NCBI (11 mars 2013) :
- Sciurus carolinensis carolinensis

## Description
D'un poids de quelques centaines de grammes (de 140 à 310 g) et grand de seulement 50 cm, cet écureuil est habituellement gris, avec des tons de brun particulièrement à la tête et à la queue, les parties ventrales demeurant blanches. Il existe des variétés mélaniques noires à l'extrémité nord de sa distribution (Québec et Ontario), de même qu'en Colombie-Britannique où l'espèce a été introduite. Il semble que le phénotype mélanique ait été dominant dans la moitié nord de l'aire de répartition jusqu'à la fin du 18e siècle. On trouve des variétés brunes dans certaines régions du Québec (Outaouais, Laurentides). Le phénomène de leucisme (pelage blanc ou cannelle, ou encore blanc-grisâtre) se manifeste plus rarement.
La couleur noire serait favorisée en milieu urbain du fait d'une meilleure visibilité réduisant leur mortalité routière,.

Quelques variations colorées chez l'écureuil « gris »
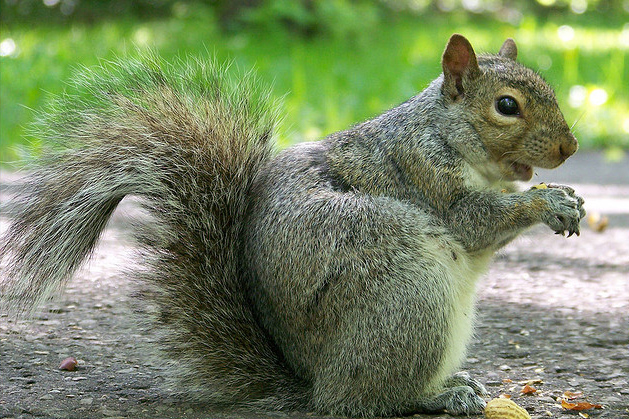
Écureuil gris classique
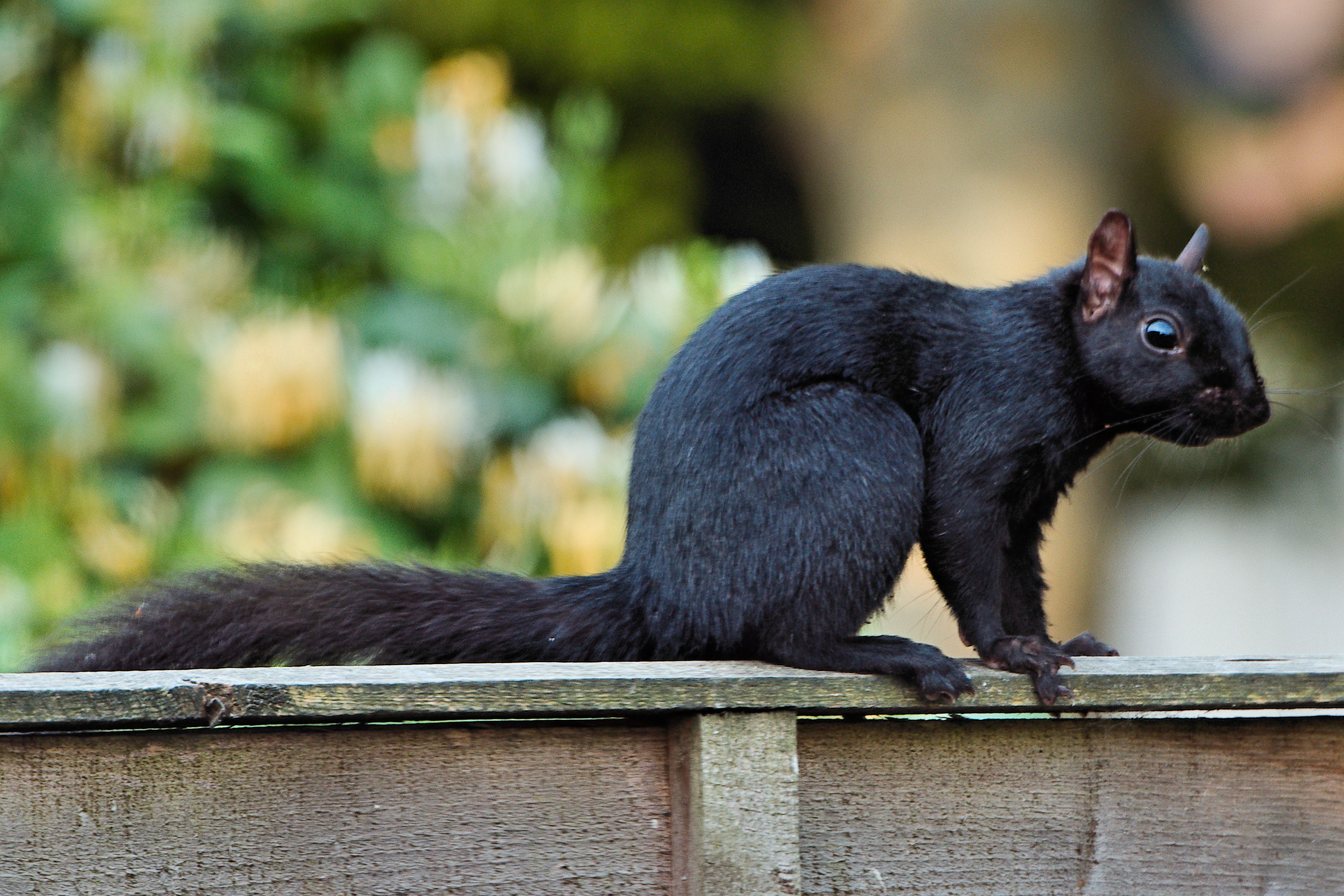
Écureuil mélanique noir-jais
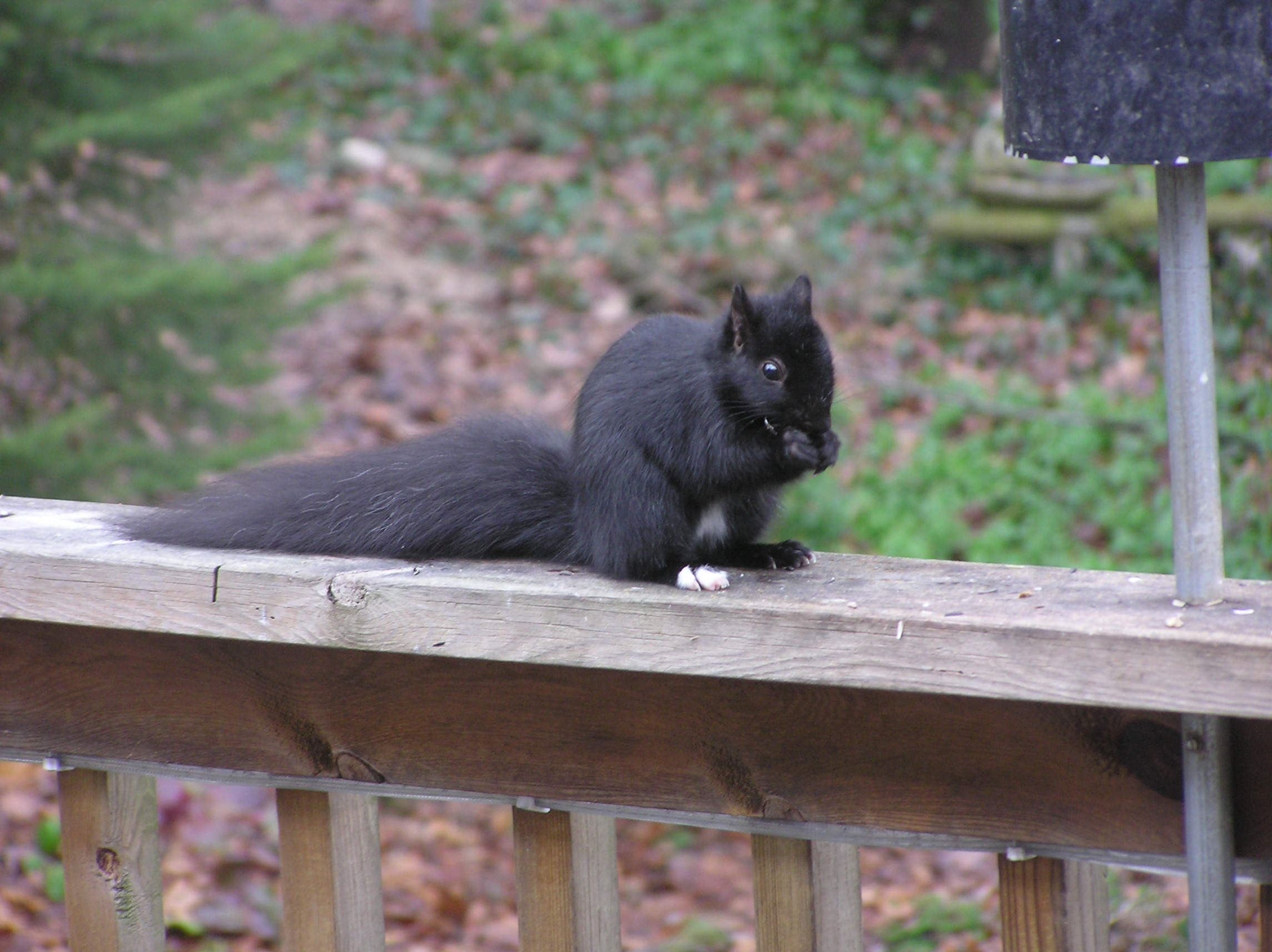
Variante : noir taché de blanc
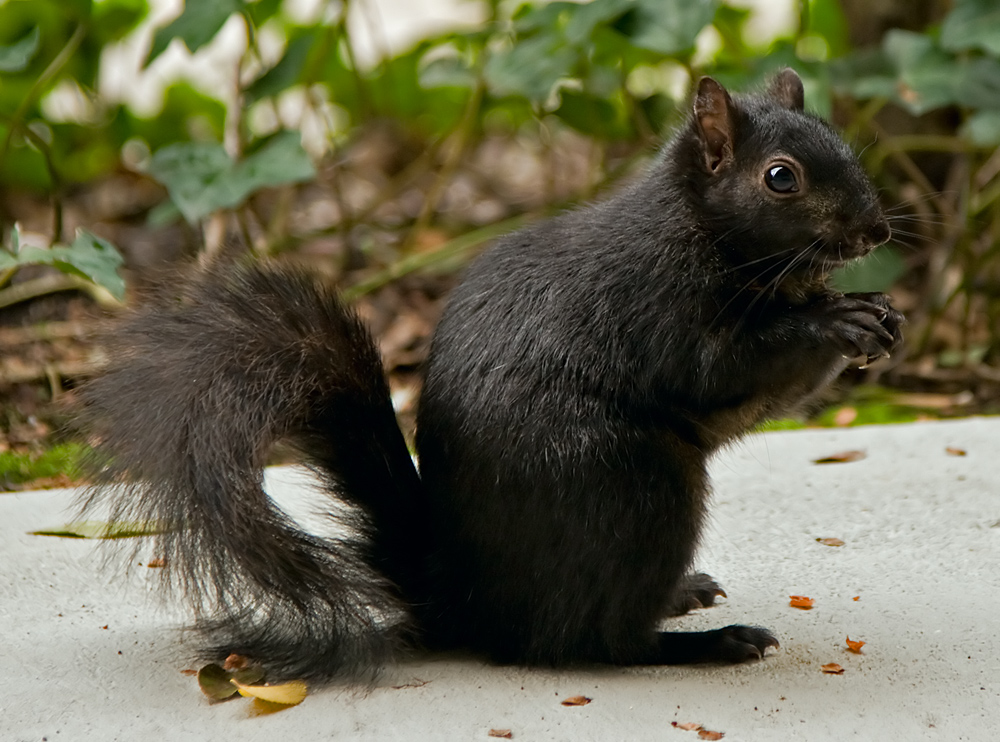
Écureuil mélanique brun-noir
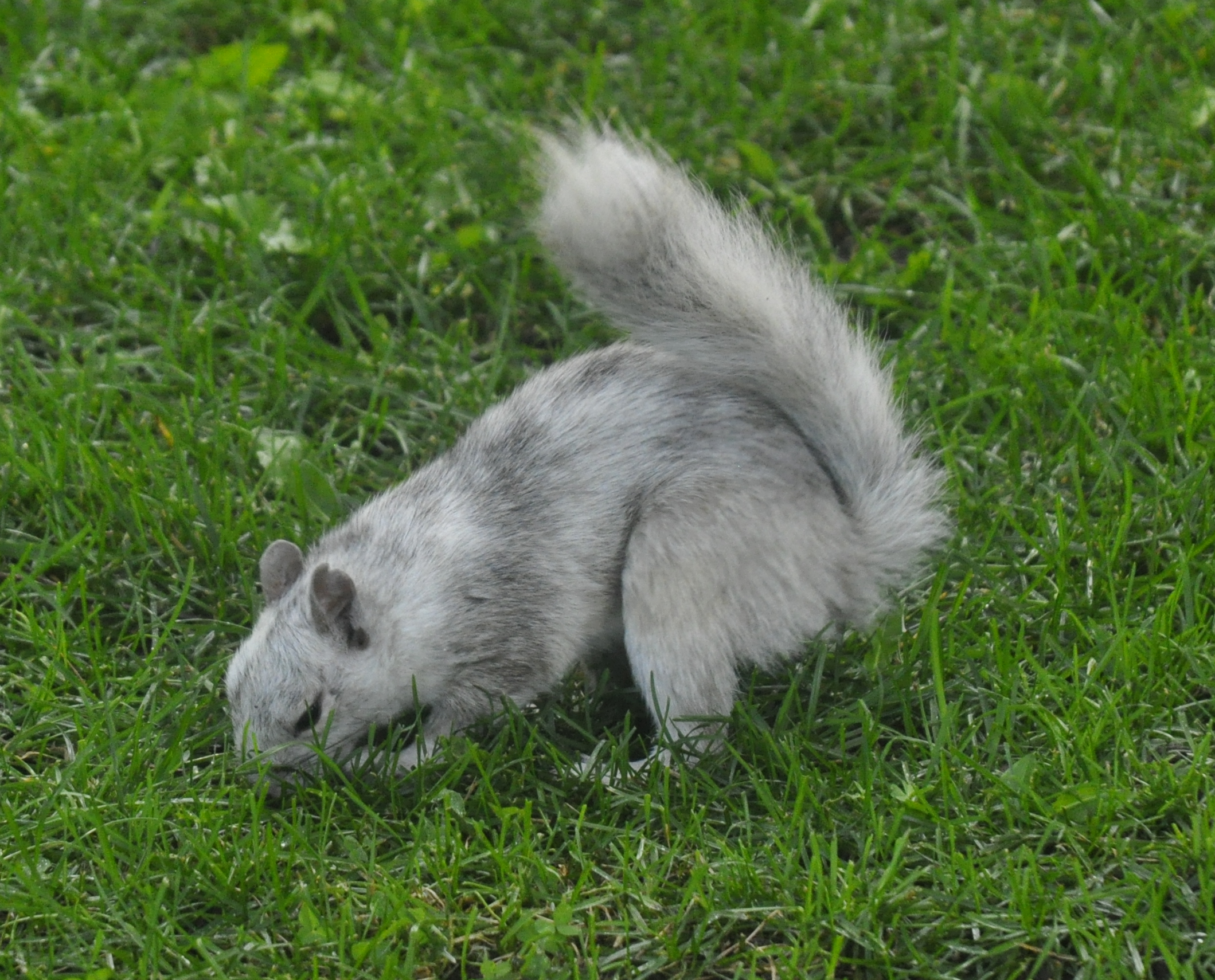
Écureuil leucistique blanc-grisâtre
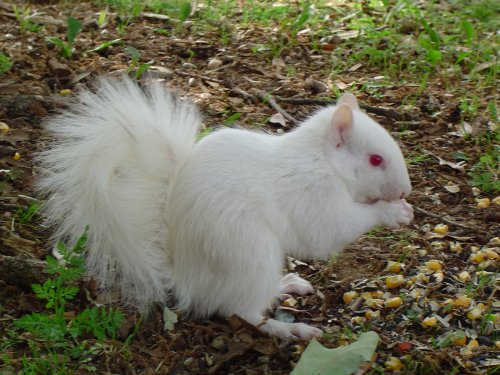
Écureuil albinos
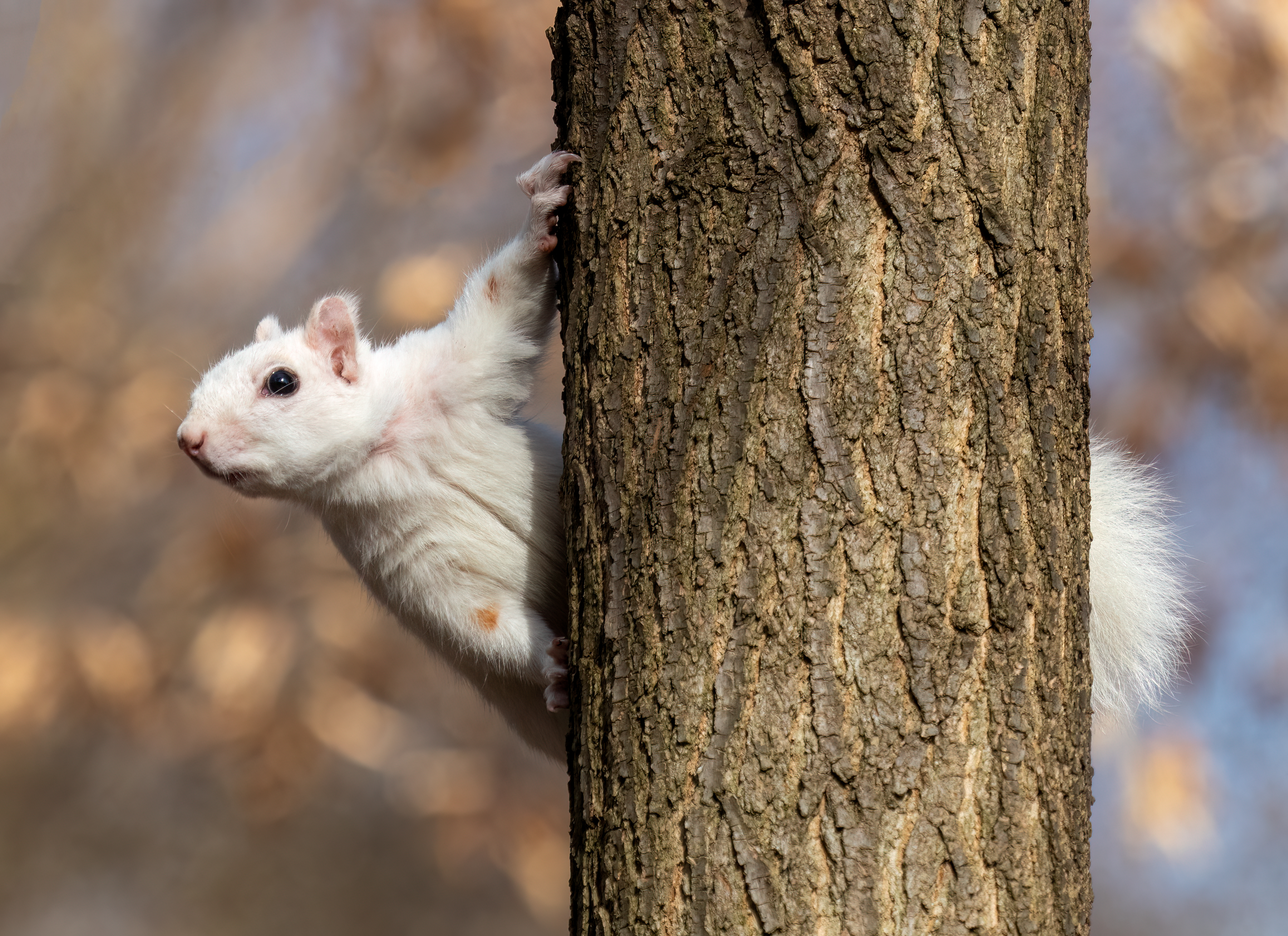
Leucisme chez l'écureuil gris à Prospect Park, New York.
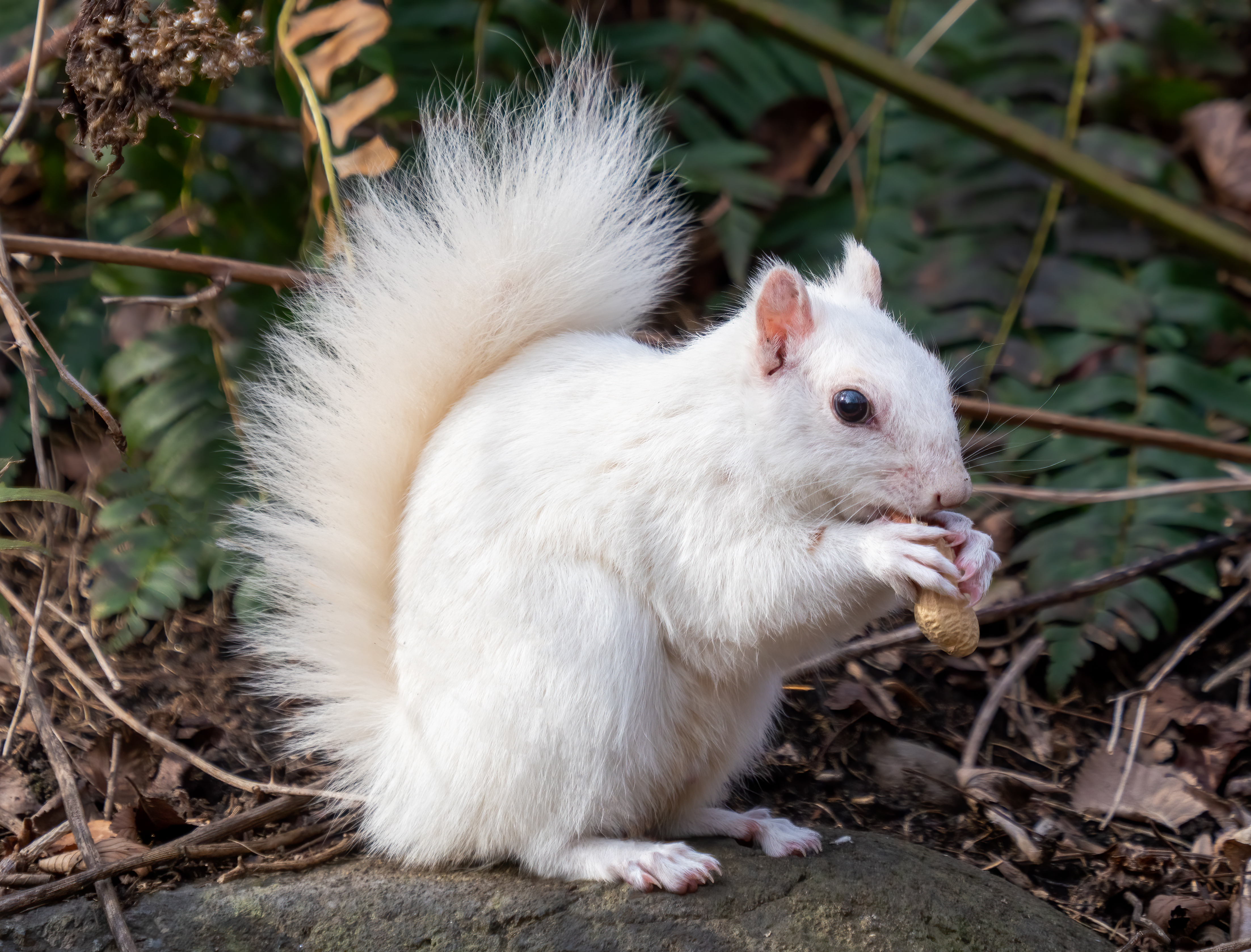
Écureuil gris de même blancheur au même endroit.

## Habitat

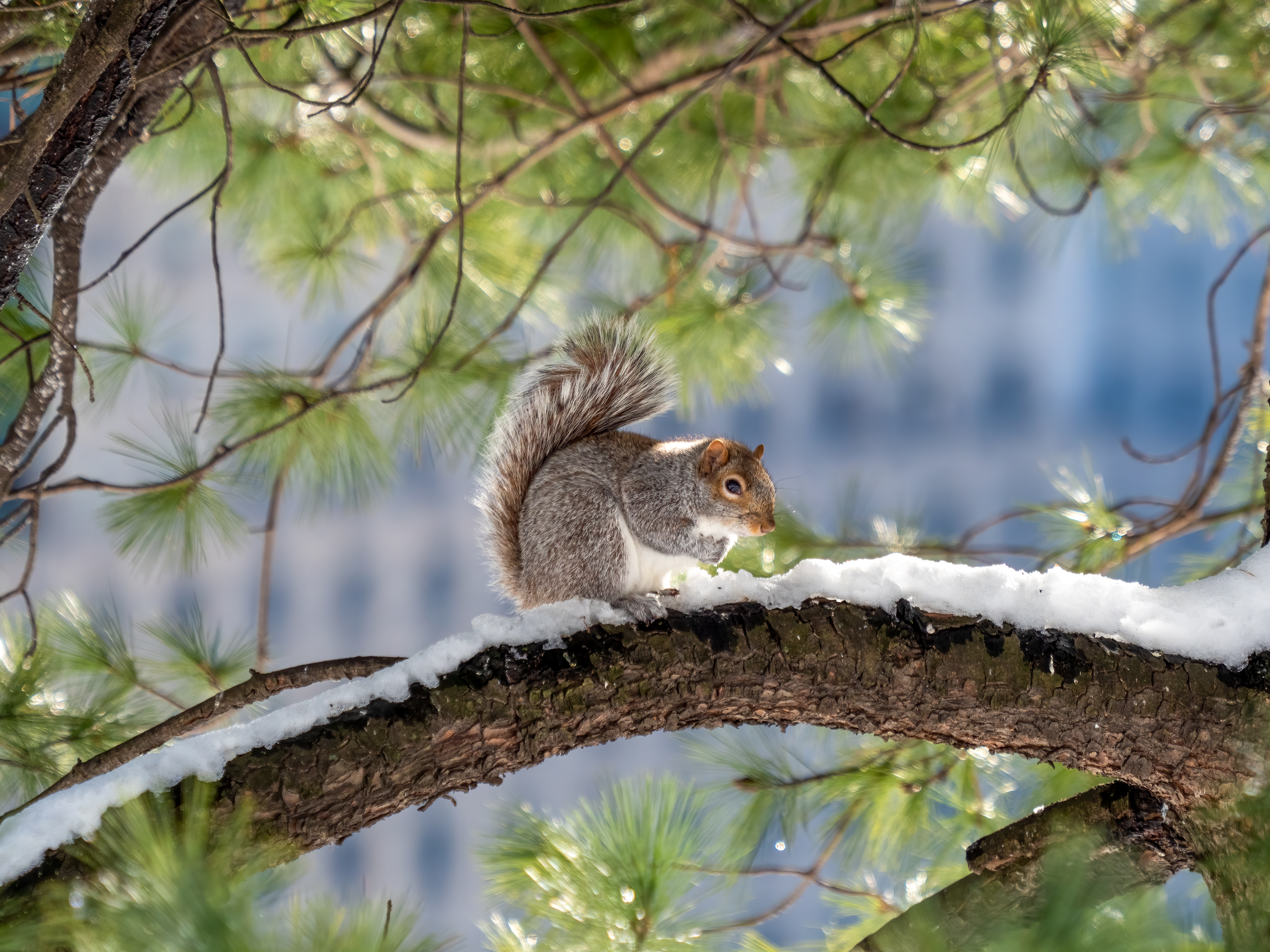
Un écureuil gris à Central Park, New York.

Bien qu'il fréquente parcs et jardins, l'habitat naturel de l'écureuil gris est la forêt, où il peut toujours trouver assez de sous-bois pour se dissimuler à la vue des prédateurs. Contrairement à l'écureuil roux d'Europe, qui préfère les forêts de résineux et mixtes, l'écureuil gris est essentiellement adapté aux forêts de feuillus et mixtes.
L'écureuil construit son nid sur une branche nue ou dans un tronc creux. Il s'empare parfois d'un nid de corbeau, qu'il recouvre d'un toit de brindilles pour en protéger l'intérieur. Le nid est généralement tapissé de mousse, de duvet de chardon, d'herbes sèches et de plumes. L'écureuil gris peut construire plusieurs nids et les utiliser tour à tour. Les nids de maternité sont réservés aux femelles et aux jeunes, mais les nids d'hiver et les nids de passage sont souvent occupés par plusieurs individus qui se tiennent chaud.

## Répartition
L'écureuil gris est indigène de l'est de l'Amérique du Nord. Son aire de répartition s'étend, au nord, des provinces canadiennes de la Saskatchewan au Nouveau-Brunswick jusqu'au Mexique, au sud. L'espèce a été introduite dans certaines villes de l'ouest de l'Amérique du Nord, ainsi qu'en Afrique du Sud et en Europe.

### L'Écureuil gris, envahissant en Europe
L'écureuil gris est considéré comme une espèce envahissante dans certains pays d'Europe où il a été introduit, notamment en Italie et au Royaume-Uni. Une organisation, l'Initiative européenne pour l'écureuil, a même été créée en juin 2002 pour étudier son impact et promouvoir des mesures de contrôle.
Là où les deux espèces cohabitent, l'Écureuil gris tend à exclure par compétition l'Écureuil roux (Sciurus vulgaris), une espèce proche et indigène en Europe. De plus, l'écureuil gris peut porter sans être affecté un pathogène, un Parapoxvirus, et le transmettre à l'écureuil roux, pour qui l'infection s'avère létale.
L'écureuil gris peut aussi nuire aux arbres des régions où il a été introduit. En effet, il enlève l'écorce de certains arbres, en particulier des feuillus, pour se nourrir de leur cambium et de leur sève, ce qui peut entraîner leur mort. Il pourrait ainsi menacer la production de bois de hêtre en Angleterre, et cette espèce se répand dans le Nord de l'Italie, menaçant notamment les boisements de Suisse et de France. Dans les réserves naturelles et en forêt, il pourrait induire d'importantes perturbations de la biodiversité à la suite des modifications de composition spécifique et de l'importance du couvert arboré qu'il induit.

## Reproduction

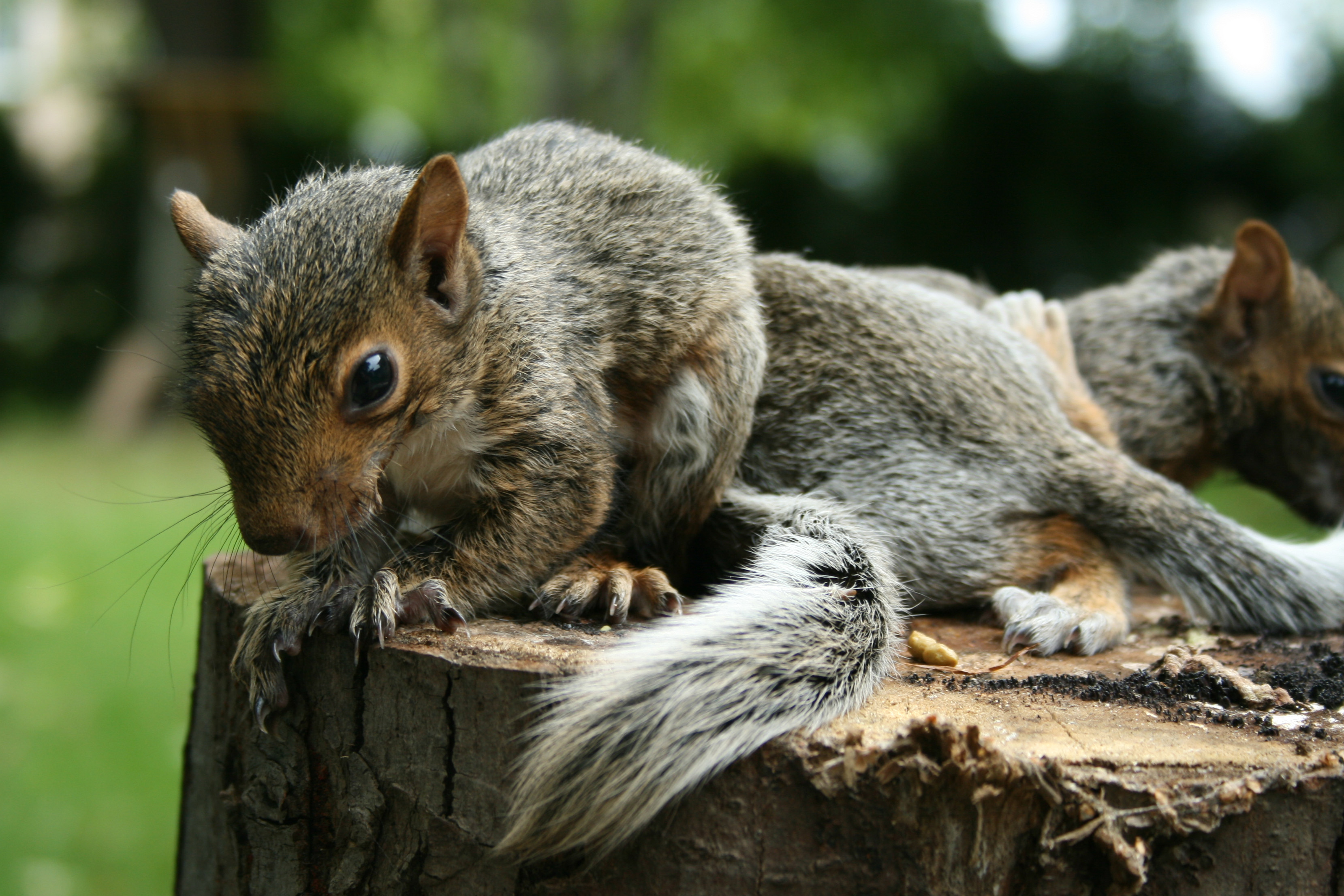
Jeune écureuil gris.

L’espèce connaît deux périodes de reproduction par an, la première en janvier et février, et la seconde en juin et juillet. Chaque saison de reproduction dure environ trois semaines. La gestation, ou la grossesse, dure de 40 à 44 jours et, en moyenne, il naît trois petits, les portées pouvant cependant en compter de un à six. Les nouveau-nés, nus et aveugles, pèsent environ 15 g. Ils se développent rapidement; au bout de trois semaines, leur pelage est complet et, à quatre semaines, leur queue est bien fournie. Les oreilles se dressent quatre semaines après la naissance, et les yeux s’ouvrent une semaine plus tard. À l’âge de huit semaines, les jeunes écureuils s’aventurent aux alentours du nid. Le sevrage, période où la mère cesse peu à peu d’allaiter les petits, commence alors, et vers l’âge de 12 semaines, les jeunes ont presque atteint la taille adulte et sont passablement autonomes.

## Alimentation
L'écureuil gris est omnivore, se nourrissant de glands, noisettes, marrons, baies et autres fruits, sève d'érable, écorces, fleurs et bourgeons, faines de hêtre, samares d'érable, œufs et oisillons, insectes. Il accumule des réserves dans le sol ou autres endroits. Il doit manger tous les jours, même en hiver ; il peut retrouver ses réserves sous la neige par sa mémoire des repères visuels et sa capacité olfactive. Il n'hiberne pas et ne peut emmagasiner assez d'énergie pour survivre longtemps sans manger,.

## Prédateurs
Parmi ses prédateurs, on trouve les faucons, les mustélidés, les moufettes, les ratons-laveurs, les serpents et les chouettes. Il arrive parfois que l'écureuil perde un bout de sa queue en échappant à un prédateur par autotomie.
Un restaurateur britannique, décidé à lutter contre cette espèce invasive introduite dans son pays à la fin du XIXe siècle, renoue avec les traditions culinaires ancestrales et propose en 2008 des brochettes d'écureuil gris à son menu dans le but de sauver l'écureuil roux local.

## Statut de l'espèce
Cette espèce est considérée comme de préoccupation mineure par l'UICN.

### Législation européenne
En Europe, Sciurus carolinensis est inscrit depuis 2016 dans la liste des espèces exotiques envahissantes préoccupantes pour l’Union européenne. Cela signifie qu'il est dorénavant interdit d'acquérir, de vendre, d'échanger et de faire se reproduire les individus de l'espèce Sciurus carolinensis, de même que Tamias sibiricus, Callosciurus erythraeus et Sciurus niger, et ce nulle part dans l'Union européenne. Il est surtout interdit de les relâcher dans la nature afin de protéger les espèces autochtones.

## Aspects culturels
L'astéroïde (7334) Sciurus est nommé d'après Sciurus vulgaris et Sciurus carolinensis.

### Bases de référence
- (en) Animal Diversity Web : Sciurus carolinensis (consulté le 11 mars 2013)
- (en) Brainmuseum : Sciurus carolinensis (consulté le 11 mars 2013)
- (en) Catalogue of Life : Sciurus carolinensis Gmelin, 1788 (consulté le 15 décembre 2020)
- (fr) CITES : taxon  Sciurus carolinensis (sur le site du ministère français de l'Écologie) (consulté le 19 mai 2015)
- (en) Fauna Europaea : Sciurus carolinensis Gmelin, 1788 (consulté le 21 mars 2023)
- (en) GISD : espèce Sciurus carolinensis (consulté le 11 mars 2013)
- (fr + en) ITIS : Sciurus carolinensis Gmelin, 1788 (consulté le 11 mars 2013)
- (en) Mammal Species of the World (3e  éd., 2005) : Sciurus (Sciurus) carolinensis Gmelin, 1788 (consulté le 11 mars 2013)
- (en) NCBI : Sciurus carolinensis (taxons inclus) (consulté le 11 mars 2013)
- (en) Paleobiology Database : Sciurus carolinensis Gmelin 1788 (consulté le 11 mars 2013)
- (en) UICN : espèce Sciurus carolinensis (consulté le 19 mai 2015)

### Autres liens externes
- (fr) Les écureuils introduits en France et en Europe occidentale : de la connaissance à la prévention Actes du 13e Forum des gestionnaires du 16 mars 2007 (31 p)
- (fr) L'Écureuil gris Les écureuils en France, site du Muséum national d'histoire naturelle
- (fr) L’écureuil gris de l’Est dans Faune et flore du pays (Canada)